# Vineuil (Loir-et-Cher)
Vineuil è un comune francese di 7 236 abitanti situato nel dipartimento del Loir-et-Cher nella regione del Centro-Valle della Loira.

## Società

### Evoluzione demografica
Abitanti censiti